# Indo-China Steam Navigation Company
The Indo-China Steam Navigation Company, Limited (ICSNC, «Индо-Чайна Стим Нэвигейшн Компани» или «Ихэ», в переводе — «Индо-Китайская пароходная компания») — одна из крупнейших судоходных компаний Дальнего Востока второй половины XIX — первой половины XX века. Основана в 1873 году как дочерняя структура влиятельного торгового дома Jardine, Matheson & Co., базировалась в Гонконге, совершала регулярные рейсы в крупнейшие порты Британской Индии, Китая, Японии, Стрейтс-Сетлментса, Филиппин, Голландской Ост-Индии, Австралии и Новой Зеландии.    

## Ранняя история
С появлением паровых двигателей британский торговый дом Jardine, Matheson & Co. обеспокоился тем, что его клиперы могут потерять своё былое преимущество в морских перевозках. В результате этого с середины 1850-х годов Jardine, Matheson & Co. серьёзно занялась развитием пароходных линий, особенно между Бенгалией и Южным Китаем. Пароходы компании совершали регулярные рейсы между Калькуттой и Гонконгом, а также иногда заходили в порты Японии. В 1873 году Jardine, Matheson & Co. создала дочернее пароходство China Coast Steam Navigation Company, суда которого связали между собой порты Китая и Японии. Позже было создано дочернее речное пароходство Yangtze Steamer Company.
В 1877 году Jardine, Matheson & Co. объединила несколько своих местных пароходных линий в единую Indo-China Steam Navigation Company, которая поглотила суда бывшей China Coast Steam Navigation Company. В 1881 году Indo-China Steam Navigation Company изменила тип юридического лица и вышла на Лондонскую фондовую биржу с капиталом в 449 800 фунтов (многие источники именно 1881 год указывают как дату формального основания Indo-China Steam Navigation Company). Грузовые пароходы новой компании ходили из Гонконга в порты Восточного Китая и Японии, по реке Янцзы, а также в Калькутту, Сингапур и Владивосток.
Indo-China Steam Navigation Company вела ожесточённую борьбу со своими конкурентами. В 1882 году были достигнуты договорённости о квотах на перевозки по Янцзы: Indo-China Steam Navigation Company получила 20 % всех рейсов, а Butterfield & Swire — 38 %. В том же году были установлены квоты на перевозки между Шанхаем и Тяньцзинем: Indo-China Steam Navigation Company и Butterfield & Swire получили по 28 %. В 1885 году Indo-China Steam Navigation Company открыла регулярную линию между Гонконгом и Манилой.

Флаг Indo-China Steam Navigation Company

К 1893 году флот Indo-China Steam Navigation Company насчитывал 22 парохода. В начале XX века более половины всех судов на реке Янцзы принадлежало Indo-China Steam Navigation Company и её главному конкуренту — Butterfield & Swire. К началу 1920-х годов британские инвестиции в долину Янцзы, включая Шанхай, превысили 200 млн фунтов (это почти равнялось сумме инвестиций в огромную Британскую Индию и значительно превышало британские инвестиции в Африку).
Вторая мировая война разрушила торговые связи Indo-China Steam Navigation Company по реке Янцзы и между портами Китая, Японии и Австралии. В январе 1943 года в Чунцине было подписано Новое китайско-британское соглашение, согласно которому британские подданные отказались от экстерриториальных прав в Китае. Это соглашение положило конец привилегиям британцев в торговле по Янцзы и между китайскими прибрежными портами, после чего ICSNC сосредоточилась на связях с Австралией.

## После Второй мировой войны
К концу 1955 года Indo-China Steam Navigation Company прекратила регулярное пассажирское сообщение между портами Дальнего Востока, Малайского полуострова и Бенгальского залива, но сохранила линии в Австралию и Новую Зеландию. В 1960-х годах суда Indo-China Steam Navigation Company связывали Гонконг с Брисбеном, Сиднеем, Мельбурном, Аделаидой, Оклендом и Веллингтоном.
В 1970-х годах усилившаяся конкуренция со стороны индийских и японских компаний привела к тому, что в 1974 году лондонская ветвь Indo-China Steam Navigation Company была ликвидирована. Гонконгские активы компании вошли в балкерный флот Wah Kwong Group, а также в состав контейнерного флота норвежско-швейцарского холдинга Gearbulk.

## Инциденты

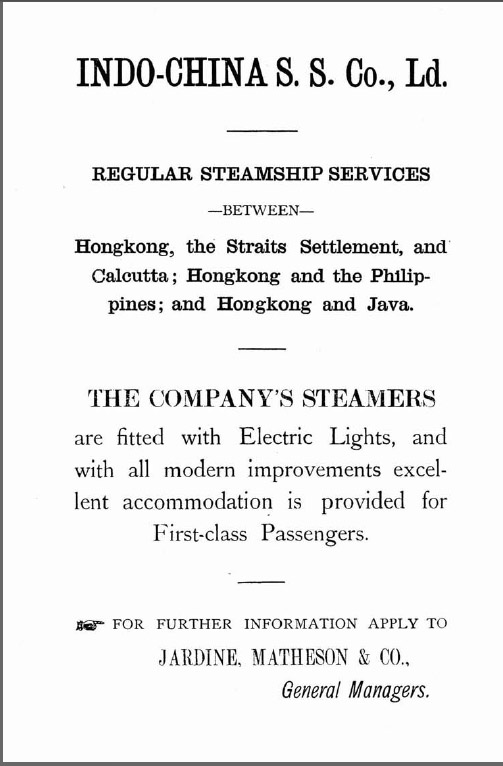
Реклама Indo-China Steam Navigation Company 1923 года

16 июля 1904 года был потерян грузовой пароход SS Hip Sang водоизмещением 1 659 тонн, который перевозил продовольствие из Нючжуана в Чифу. Его торпедировал российский миноносец «Расторопный» к западу от Квантунского полуострова после отказа остановиться.
21 января 1942 года японская подводная лодка I-66 потопила грузо-пассажирский пароход SS Chak Sang в западной части залива Моутама, в результате чего погибло пять членов экипажа.
В конце октября и 12 ноября 1957 года индийские таможенники обыскали судно Eastern Saga, которое прибыло в порт Калькутты с Дальнего Востока. В одной из кают матросов за обшивкой были обнаружены 1 458 контрабандных слитков золота. Власти Индии конфисковали судно и Indo-China Steam Navigation Company была вынуждена заплатить крупный штраф, чтобы вернуть его.